# فلورنت لاویل
فلورنت لاویل (انگلیسی: Florent Laville؛ زادهٔ ۷ اوت ۱۹۷۳) بازیکن فوتبال اهل فرانسه است.
از باشگاه‌هایی که در آن بازی کرده‌است می‌توان به باشگاه فوتبال بولتون واندررز، باشگاه فوتبال باستیا، باشگاه فوتبال المپیک لیون، و باشگاه فوتبال کاونتری سیتی اشاره کرد.